# Gastrocel
Uzasadnienie: W literaturze terminy: prajelito, archenteron, gastrocel i jama gastruli są często synonimizowane.
Gastrocel, jama gastruli – ograniczona endodermą pierwotna jama ciała występująca w rozwoju zarodkowym na etapie gastruli powstająca w pierwszej fazie gastrulacji. Wraz z pragębą i ograniczającą gastrocel endodermą tworzą prajelito.